# 地域特化型電子書籍ポータルサイト
地域特化型電子書籍ポータルサイト（ちいきとっかがたでんししょせきポータルサイト）とは、特定の地域で発行されている印刷物を電子書籍として集めたサイトのこと。miyazaki ebooksが2012年4月から使い始め、同年7月に発表した用語である。20道府県（宮崎県、香川県、奈良県、熊本県、富山県、宮城県、岡山県、京都府、福井県、秋田県、静岡県、茨城県、山口県、山形県、福岡県、徳島県、長崎県、大分県、多摩地域、北海道、佐賀県）に存在している（2011年5月に誕生した沖縄発の書籍を電子書籍として閲覧・販売しているサイト「沖縄eBooks」の扱いは不明）。

## 概要
主に都道府県を一つの地域とし、その地域内で発行されている印刷物を電子書籍化し、まとめて掲載・閲覧できるようにしたインターネット上のサイト。スマートフォン、タブレット端末では無料の専用アプリを使用して閲覧する。一つの都道府県につき、一つしか存在しない。その地域外の発行物に関しては掲載しない。

### 『Japan ebooks』
2013年2月に『KAGAWA eBOOKS』がプレオープンしたと同時に、地域特化型電子書籍ポータルサイトのグループとして『Japan ebooks』が発足。各地域に1つ必ず「＜都道府県名＞ ebooks」を広めることを目的とし、相互で企画や情報の交換を行い、各地域で発展することを目指している。加盟には規約への同意が必要となる。書道家の武田双雲が筆をとり、ロゴを書いている。

## 経緯
- 2011年
  - 7月 - 株式会社宮崎南印刷の事業計画が成立。後の「miyazaki ebooks」が誕生する[2]。
  - 11月 -「地方特化型電子書籍ポータルサイト」、「宮崎特化型電子書籍ポータルサイト」など呼称が統一されていなかった。
- 2012年
  - 4月 - miyazaki ebooksが正式オープンする。
  - 7月 - 同年7月4日〜6日に開催された第16回国際電子出版EXPOで展示の際、正式に「地域特化型電子書籍ポータルサイト」として発表。
- 2013年
  - 2月 - 地域特化型電子書籍ポータルサイトのグループ『Japan ebooks』が誕生
  - 4月 - 香川県、奈良県でも同様の「地域特化型電子書籍ポータルサイト」が正式オープンした[3]。
  - 6月 - 熊本県でも同様の「地域特化型電子書籍ポータルサイト」が正式オープンした。富山県でも同様の「地域特化型電子書籍ポータルサイト」がオープンするニュースが流れる[4]。
  - 7月 - 富山県でも同様の「地域特化型電子書籍ポータルサイト」が正式オープンした。
  - 8月 - 宮城県でも同様の「地域特化型電子書籍ポータルサイト」が正式オープンした。
  - 9月 - 京都府でも同様の「地域特化型電子書籍ポータルサイト」が正式オープンした。
  - 10月 - 岡山県および福井県でも同様の「地域特化型電子書籍ポータルサイト」が正式オープンした。
  - 12月 - 秋田県でも同様の「地域特化型電子書籍ポータルサイト」が正式オープンした（プレオープンは11月[5]）。静岡県でも同様の「地域特化型電子書籍ポータルサイト」が正式オープンした[6]。
  - 12月 - JEPA電子出版アワード2013」のエクセレント・サービス賞にノミネートされる[7]。
- 2014年
  - 3月 - 茨城県および山口県でも同様の「地域特化型電子書籍ポータルサイト」が正式オープンした。
  - 5月 - 宮崎県の「地域特化型電子書籍ポータルサイト」内、「市広報みやざき」特設サイトの記事がeBook USER（ITmedia）に掲載される[8]。
  - 9月 - 山形県、福岡県および徳島県でも同様の「地域特化型電子書籍ポータルサイト」が正式オープンした。
  - 11月 - 長崎県、大分県、北海道および多摩地域の「地域特化型電子書籍ポータルサイト」が正式オープンした。
  - 12月 - 徳島県の「地域特化型電子書籍ポータルサイト」が正式オープンした。
- 2015年
  - 3月 - 多摩地域でも同様の「地域特化型電子書籍ポータルサイト」が正式オープンした。
  - 4月 - 佐賀県でも同様の「地域特化型電子書籍ポータルサイト」が正式オープンした。

| 名称             | 都道府県 | 開設日     |
| ---------------- | -------- | ---------- |
| miyazaki ebooks  | 宮崎県   | 2012年4月  |
| KAGAWA eBOOKS    | 香川県   | 2013年4月  |
| nara ebooks      | 奈良県   | 2013年4月  |
| kumamoto ebooks  | 熊本県   | 2013年6月  |
| toyama ebooks    | 富山県   | 2013年7月  |
| miyagi ebooks    | 宮城県   | 2013年8月  |
| okayama ebooks   | 岡山県   | 2013年10月 |
| KYOTO eBOOKS     | 京都府   | 2013年9月  |
| Fukui ebooks     | 福井県   | 2013年10月 |
| akita ebooks     | 秋田県   | 2013年12月 |
| Shizuoka ebooks  | 静岡県   | 2013年12月 |
| Yamaguchi ebooks | 山口県   | 2014年3月  |
| ibaraki ebooks   | 茨城県   | 2014年3月  |
| yamagata ebooks  | 山形県   | 2014年9月  |
| Fukuoka ebooks   | 福岡県   | 2014年9月  |
| tokushima ebooks | 徳島県   | 2014年9月  |
| nagasaki ebooks  | 長崎県   | 2014年10月 |
| oita ebooks      | 大分県   | 2014年10月 |
| TAMA ebooks      | 多摩地域 | 2014年11月 |
| Hokkaido ebooks  | 北海道   | 2014年11月 |
| Saga ebooks      | 佐賀県   | 2015年4月  |